# Cao Huy Thuần
Cao Huy Thuần (1937 - 2024) là người Việt sinh sống tại Pháp từ năm 1964. Trước khi về hưu ông là giáo sư về ngành chính trị học tại đại học Picardie, Pháp. Theo thông tin từ báo Giác Ngộ, ông qua đời lúc 23 giờ 26 phút ngày 07/07/2024 (nhằm mùng 2 tháng 6 năm Giáp Thìn) tại Paris, Pháp.

## Tiểu sử
Ông sinh tại Quãng Ngãi, lớn lên tại Huế, học đại học Luật Sài Gòn (1955 - 1960), dạy đại học Huế (1962 - 1964), xuất bản tờ báo Lập Trường (1964) trước khi qua Pháp du học. Đầu năm 1969, ông bảo vệ luận án tiến sĩ tại Đại học Paris và sau đó là Giám đốc Trung tâm nghiên cứu về Cộng đồng châu Âu tại Đại học Picardie. Trước khi về hưu ông là giáo sư giảng dạy tại Đại học Picardie, Pháp. Cũng như một số trí thức Việt kiều khác, ông thường xuyên về Việt Nam tham dự các cuộc hội thảo về các lĩnh vực chính trị, xã hội. Năm 2017 ông được Quỹ Văn Hoá Phan Châu Trinh trao giải thưởng “Vì sự nghiệp văn hoá và giáo dục”. Ông đã in rất nhiều tác phẩm bằng tiếng Pháp về khoa học chính trị và quan hệ quốc tế. Với tiếng Việt, ông cũng đã in và viết rất nhiều bài báo tại Việt Nam và được đánh giá là các tác phẩm Văn chương Chính trị.

## Tác phẩm
- Thượng đế, Thiên nhiên, Người, Tôi và Ta (Triết lý luật và tư tưởng Phật giáo). Nhà xuất bản TP Hồ Chí Minh, 2000; tái bản: NXB Hồng Đức/Khai Tâm, 2017
- Giáo sĩ thừa sai và chính sách thuộc địa của Pháp tại Việt Nam, 1857-1914. Nhà xuất bản Tôn giáo, 2002; tái bản NXB Hồng Đức/Phương Nam, 2014
- Từ Đông sang Tây (chủ biên cùng với Nguyễn Tùng, Trần Hải Hạc, Vĩnh Sính) Nhà xuất bản Đà Nẵng, 2005
- Tôn giáo và Xã hội hiện đại. Nhà xuất bản Thuận Hóa/Phương Nam, 2006; tái bản: NXB Hồng Đức/Khai Tâm, 2017
- Nắng và Hoa. Nhà xuất bản Văn Hóa Sài Gòn, 2006; tái bản: NXB Văn Hóa Văn Nghệ, 2013
- Thế giới quanh ta. Nhà xuất bản Đà Nẵng, 2007
- Thấy Phật, Nhà xuất bản Tri Thức/Phương Nam, 2009[2]; tái bản 2013
- Khi tựa gối khi cúi đầu. NXB Văn Học/Nhã Nam, 2011; tái bản NXB Tri Thức/Khai Tâm, 2017
- Chuyện trò. NXB Trẻ, 2012; tái bản 2013, 2014, 2016, 2020
- Nhật ký Sen trắng. NXB Trẻ 2014;[3] tái bản lần thứ 5, 2020
- Sợi tơ nhện. NXB Trẻ, 2015; tái bản 2015
- Đến với Phật cùng tôi. NXB Hồng Đức, 2016
- Người khuân đá. NXB Trẻ, 2018
- Sen thơm nắng hạ quê mình. NXB Tri Thức/Khai Tâm, 2020
- Im lặng như lời chia tay. NXB Khai Tâm/Đà Nẵng, 2022
- Ngoài các tác phẩm viết bằng tiếng Việt ông cũng đã xuất bản một số sách viết bằng tiếng Pháp, hoặc một mình hoặc cọng tác với các tác giả khác:
- La Question de l’Erythrée : droit international et politique des deux grands (viết chung với A. Fenet, Trần Văn Minh), PUF, 1979 -
- Actualité de la question nationale, Cao Huy Thuần chủ biên (với sự cộng tác của G. Soulier, Trần Văn Minh, A. Fenet..., PUF 1980  -
- Multinationals et droits de l'homme [Tập đoàn đa quốc gia và quyền con người], PUF, 1984.  -
- La Corne de l'Afrique : questions natioanles et politique internationale (viết chung với C. Legum,  F. Halliday, M. Molyneux..., PUF, 1986   -
- Guerre, éthique et pensée stratégique à l'ère thermonucléaire [Chiến tranh, đạo lý và tư tưởng chiến lược trong kỷ nguyên nhiệt nhân hạch] (viết chung với Raphaël Draï), L’Harmattan, 1988  -
- Les missionnaires et la politique coloniale française au Vietnam (1857-1914), Yale Center for International and Area Studies, 1990  -
- Regards sur le changement en Union soviétique [Những cái nhìn về thay đổi ở Liên Xô], PUF 1990, Publi. de l’Université de Picardie, 1992.  -
- Instabilités européennes, recomposition ou décomposition ? [Bất ổn định ở Châu Âu, tái chấn chỉnh hay tan rã ?](viết chung với Raphaël Drai), L’Harmattan, Coll. Politiques  et Stratégies Internationales, 1992.  -
- Pobladores / Luttes sociales et démocratie au Chili [Pobladores / Đấu tranh xã hội và dân chủ ở Chilê], (viết chung với Raphaël Draï), L’Harmattan, 2000.
- Các tác phẩm này có thể được tham khảo tại Thư viện quốc gia Pháp Francois Mitterrand (BNF) Paris.